# František Bragagnolo
František Bragagnolo [bragaňolo (italsky)][zdroj?] (15. ledna 1927 Kladno – 28. července 2020), často nesprávně uváděn jako Bragagnola, byl český fotbalový útočník.

## Fotbalová kariéra
V československé lize hrál za Baník Kladno a ATK Praha. Vstřelil 23 ligové góly. Začínal v 10 letech v SK Kladno. V roce 1947 hrál za Slavii Liberec, v roce 1948 se vrátil do SK Kladno. V roce 1949 přešel do SK Slavoj Kročehlavy a v letech 1949 během vojny hrál za ATK Praha. Za Kladno nastoupil celkem ve 261 utkáních a dal 90 gólů.

## Ligová bilance
| Ročník          | Zápasy | Góly | Minuty | Klub         |
| --------------- | ------ | ---- | ------ | ------------ |
| I. liga 1948    | –      | 0    | –      | SK Kladno    |
| I. liga 1951    | –      | 5    | –      | ATK Praha    |
| I. liga 1952    | –      | 4    | –      | SONP Kladno  |
| I. liga 1953    | 13     | 5    | –      | Baník Kladno |
| I. liga 1954    | 19     | 5    | 1 665  | Baník Kladno |
| I. liga 1955    | 21     | 2    | 1 854  | Baník Kladno |
| I. liga 1956    | 7      | 2    | 630    | Baník Kladno |
| I. liga 1957/58 | 1      | 0    | 90     | SONP Kladno  |
| CELKEM I. LIGA  | –      | 23   | –      |              |